# Aksamitka rozpierzchła

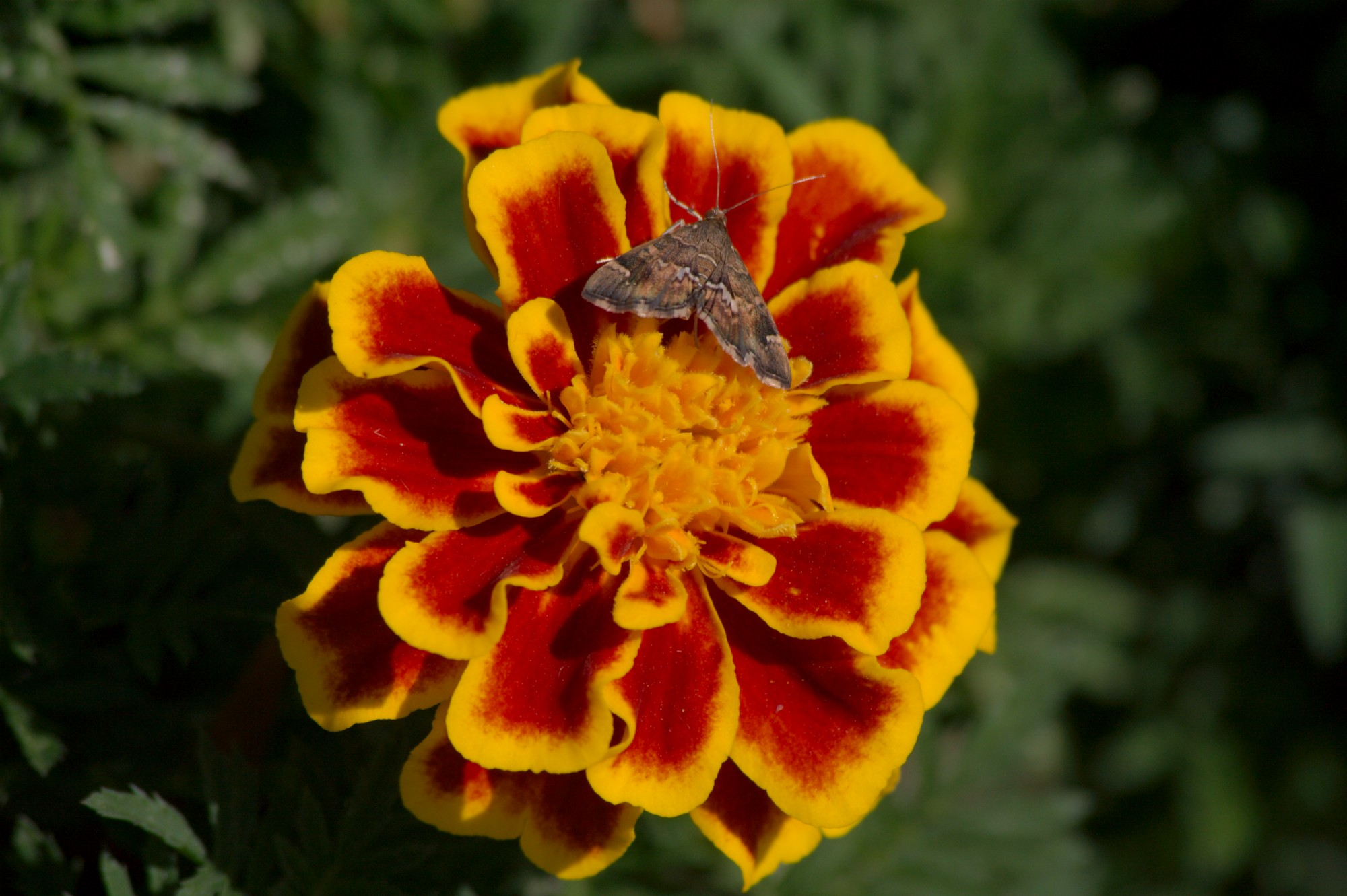

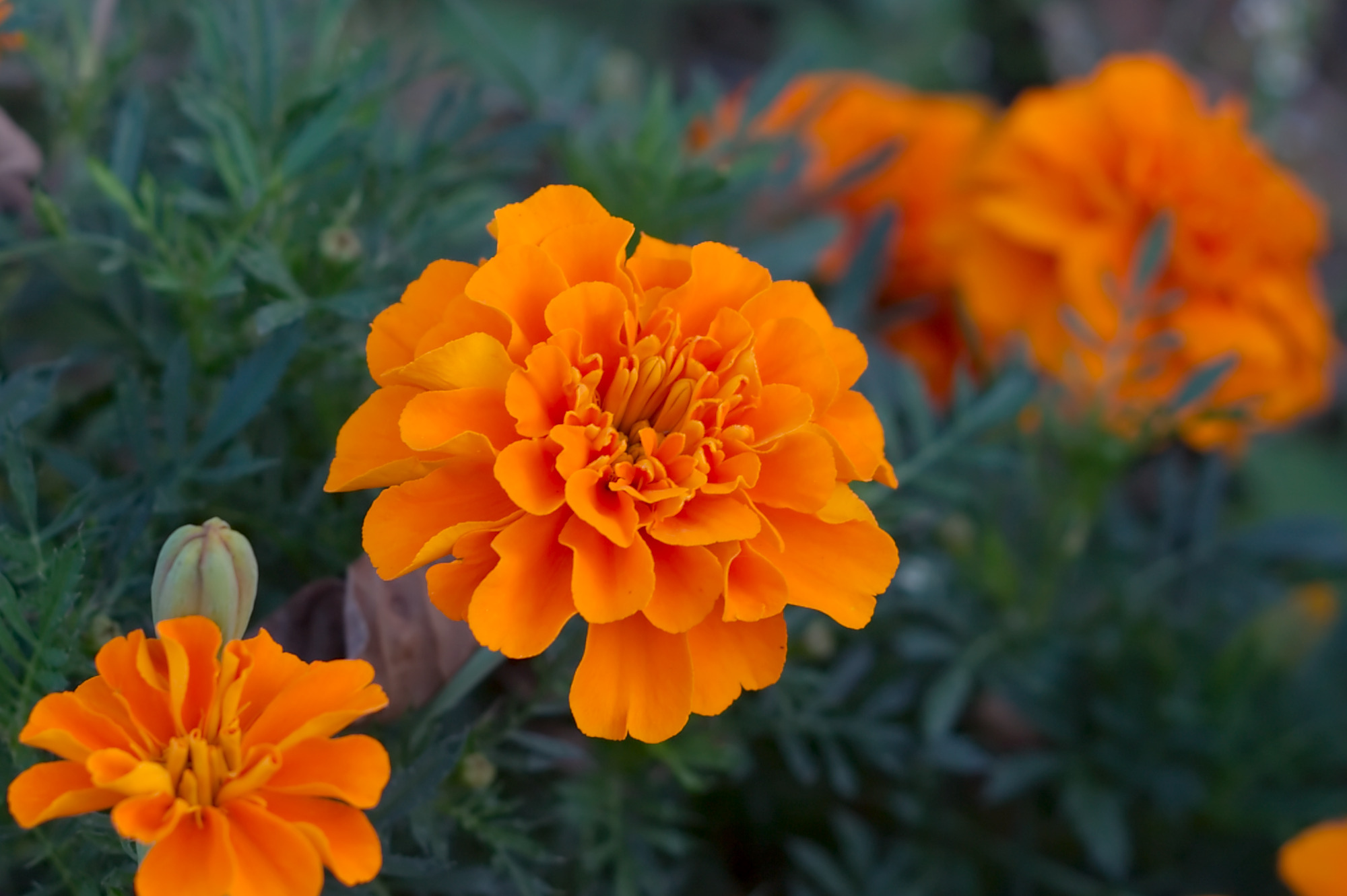

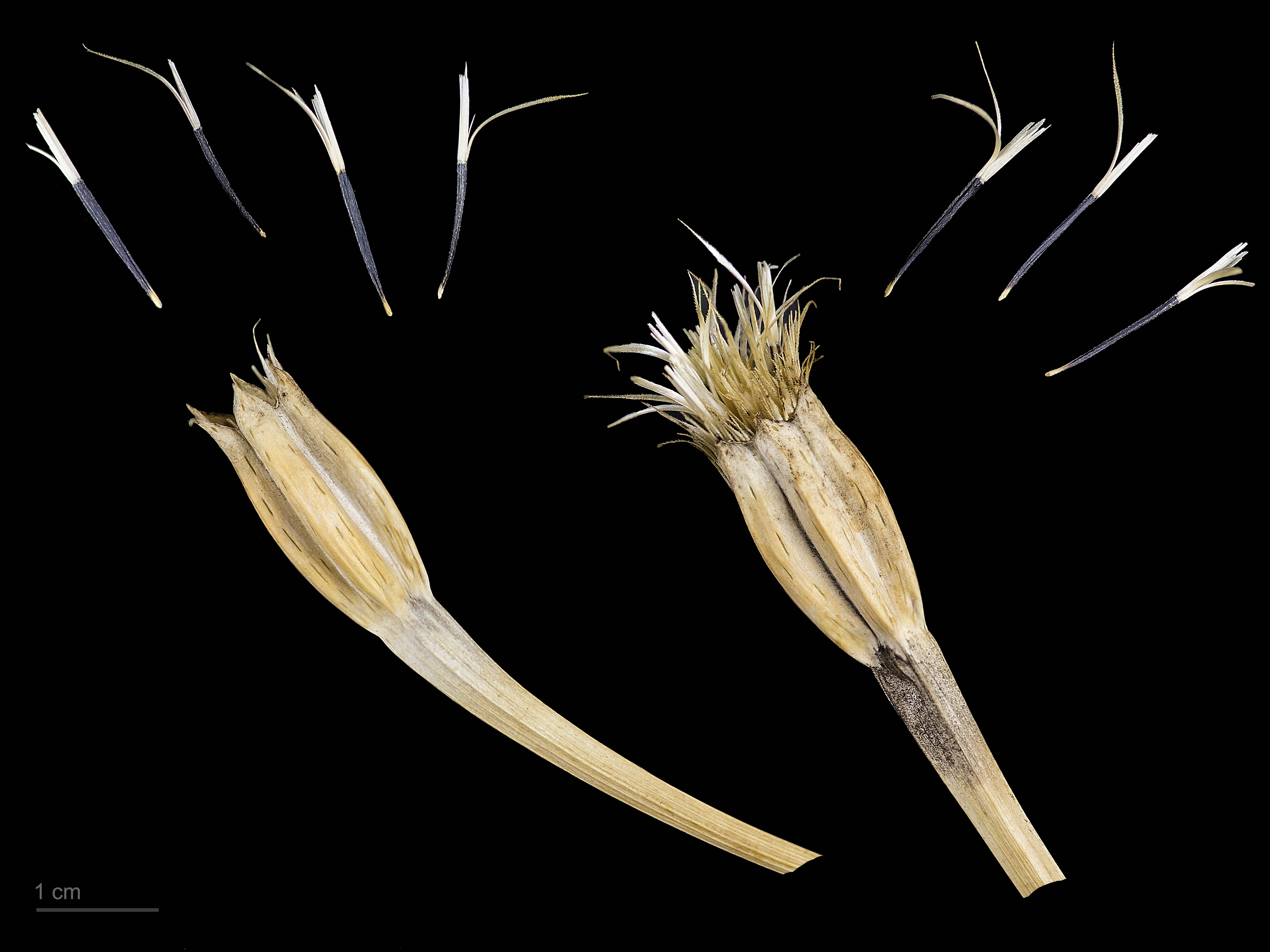
Tagetes patula

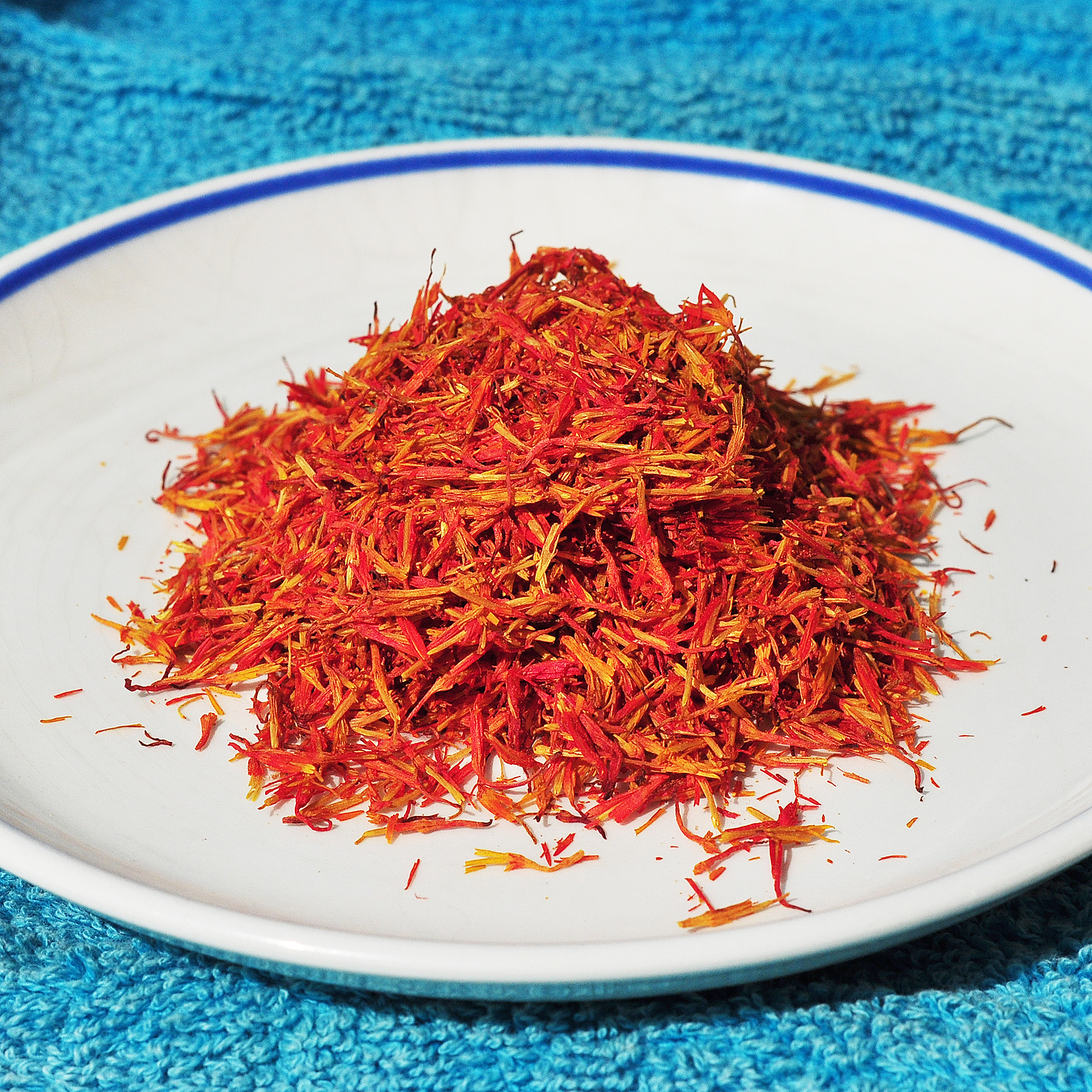
Szafran imeretyński

Aksamitka rozpierzchła (Tagetes patula L.) – gatunek rośliny z rodziny astrowatych. Inne jej nazwy zwyczajowe: aksamitek rozpierzchły, aksamitek drobnokwiatowy, szarańcza aksamitek, afrykanki, tagetes rozpierzchły, turek. Swoje pochodzenie wywodzi z Meksyku i Nikaragui, skąd gatunek ten został rozpowszechniony jako ozdobna roślina ogrodowa.

## Morfologia
PokrójRoślina jednoroczna o wysokości do 60 cm. Ma silnie rozgałęzione łodygi. Cała roślina wydziela silny charakterystyczny zapach.
LiściePierzastodzielne.
KwiatyZebrane w pojedynczo osadzone na szypułkach koszyczki kwiatowe o średnicy 4–6 cm. Zewnętrzne kwiaty języczkowe są żółte z purpurową plamką. Kwiaty wewnętrzne rurkowate.
OwoceNiełupki z kilkoma nasionami.

## Odmiany ozdobne
Ogrodnicy wyhodowali wiele kultywarów o bardziej ozdobnych kwiatostanach, niż typowa forma. Należą do nich m.in.:
- 'Carmen' – pokrój kulisty, kwiaty pełne karminowo-miodowe.
- 'Queen Sophia' – pokrój rozkrzewiony, kwiaty pełne mahoniowo-pomarańczowe.
- 'Bolero' – pokrój zwarty, kwiaty pełne miodowo-mahoniowe.
- 'Honeycomb' – pokrój zwarty, kwiaty pełne mahoniowo-czerwono-żółte.
- 'Naughty Marietta' – pokrój rozkrzewiony, kwiaty pojedyncze miodowe z czerwono-brązowymi przebarwieniami.
- 'Dainty Marietta' – pokrój rozkrzewiony, kwiaty pojedyncze żółte.

## Zastosowanie
Jako roślina ozdobna ma wszechstronne zastosowanie. Nadaje się na rabaty kwiatowe, na obwódki rabat. Może być uprawiana w pojemnikach na balkonach, tarasach itp. Może być uprawiana jako roślina zadarniająca. Uprawiana bywa na grobach ziemnych na cmentarzach. Dobrze też komponuje się z innymi roślinami, może być np. sadzona w pojemnikach w kompozycji z innymi roślinami ozdobnymi. 
Aksamitka rozpierzchła jest używana przez ogrodników do zapobiegania atakom nicieni które mogą niszczyć inne rośliny.
Wysuszone i pocięte lub sproszkowane płatki aksamitki rozpierzchłej pod nazwą „szafran imeretyński” (od Imeretii) stosuje się jako przyprawę w kuchniach Kaukazu, przede wszystkim Gruzji.

## Uprawa
Roślina łatwa w uprawie. Wymaga stanowisk w pełnym słońcu i żyznej oraz przepuszczalnej gleby. Rozmnaża się z nasion wysiewanych do rozsadników wczesną wiosną. Chcąc, by zakwitła wcześniej, lepiej kupić gotowe sadzonki wyhodowane pod osłonami. Rośliny mogą być atakowane przez ślimaki, a przy długotrwałych deszczach przez szarą pleśń (zapobiega się jej chemicznie, przez opryskiwanie preparatami grzybobójczymi). Nawozić należy nawozami z niewielką ilością azotu, gdyż obfite nawożenie azotowe powoduje bujny wzrost rośliny, ale słabe jej kwitnienie.